# Diakonie Stetten

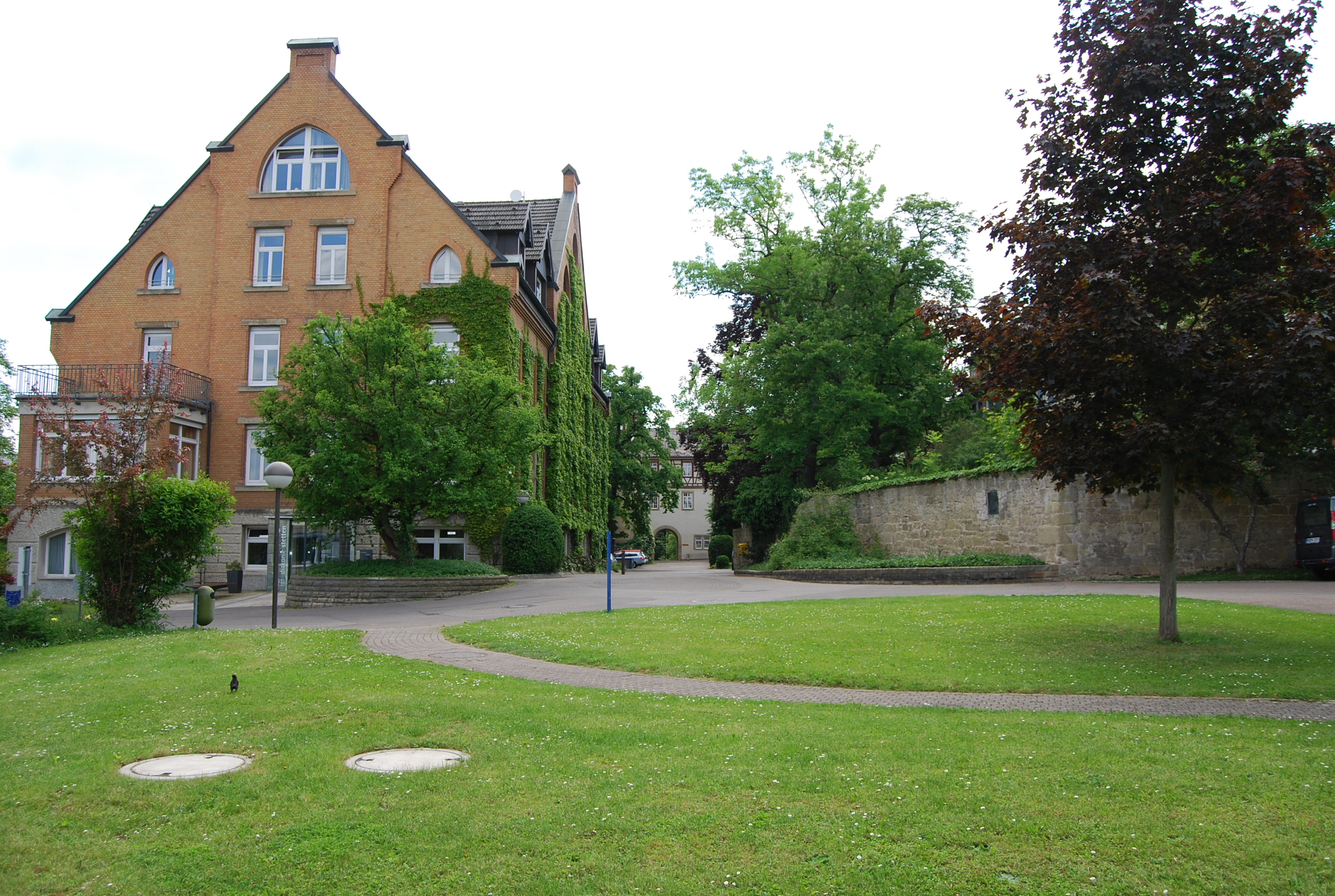
Hauptverwaltungsgebäude der Diakonie Stetten e. V. (Landenbergerhaus), mit Haupteinfahrt in den Schlosshof.

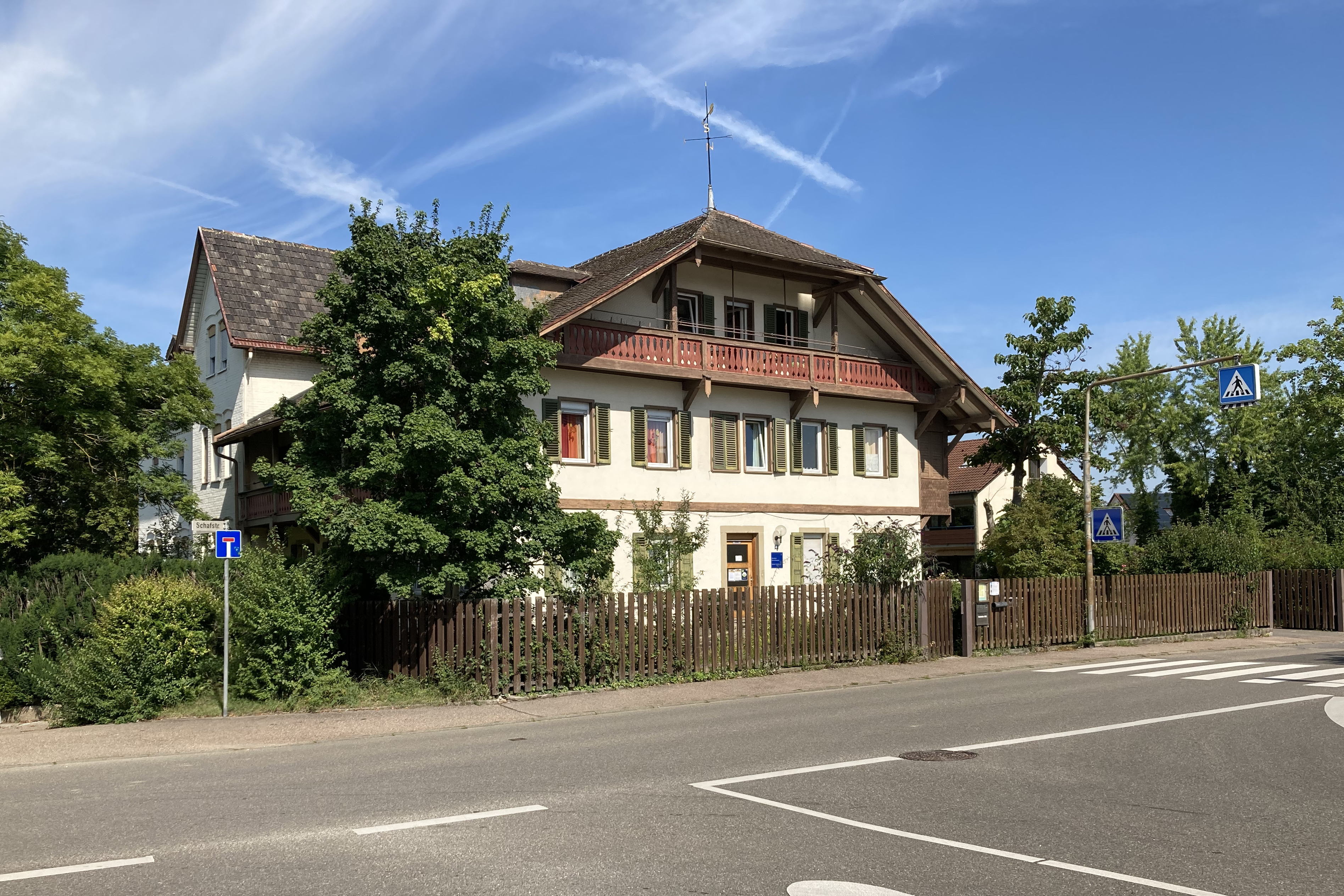
Wohnheim Schweizerhaus der Diakonie in Rommelshausen.

Die Diakonie Stetten, ehemals Anstalt Stetten, ist eine Einrichtung der Diakonie der evangelischen Kirchen mit Sitz in der Ortschaft Stetten im Remstal, Teil der Gemeinde Kernen im Remstal im Rems-Murr-Kreis nahe Stuttgart.

## Geschichte
Die Diakonie Stetten entstand aus der mit drei behinderten Kindern von dem Tübinger Arzt Georg Friedrich Müller 1849 in Riet bei Vaihingen/Enz gegründeten Heil- und Pflegeanstalt für schwachsinnige Kinder. Im Jahr 1851 erfolgte aus Platzgründen ein Umzug nach Winterbach. Nachdem auch dort der Platz aufgrund von steigenden Heimbewohnerzahlen zu knapp wurde, vermittelte Müllers Schwiegersohn Johannes Landenberger 1863 den Kauf des leerstehenden Schlosses Stetten vom württembergischen Königshaus. 1864 öffnete die Heil- und Pflegeanstalt für Epileptische und Schwachsinnige im Stettener Schloss.
Die Anstalt Stetten expandierte immer mehr, baute neue Gebäude und kaufte Gelände (wie das Schweizerhaus) auch im benachbarten Rommelshausen. Der anstaltseigene Schulbetrieb beschäftigte 1864 bereits zehn Lehrkräfte. Da 1875 schon 250 Pfleglinge versorgt wurden, musste ein eigener Friedhof angelegt werden. 1892 arbeiteten die Betreuten in Werkstätten, Bäckerei, Buchbinderei, Schuhmacherei, Holzdreherei, Bürstenbinderei und einem landwirtschaftlichen Betrieb. Im gleichen Jahr besuchte Hermann Hesse aufgrund einer „Gemütsstörung“ für drei Monate die Schule für Schwachsinnige. Die heutige Theodor-Dierlamm-Schule für schwerstbehinderte Kinder (Private Schule für Geistigbehinderte und teilweise zugleich Körperbehinderte am Heim der Diakonie Stetten e. V.), zu der auch ein Schulkindergarten gehört, ist nach dem Rektor der Schule von 1951 bis 1980, Theodor Dierlamm (1912–2004), benannt.

### Zeit des Nationalsozialismus

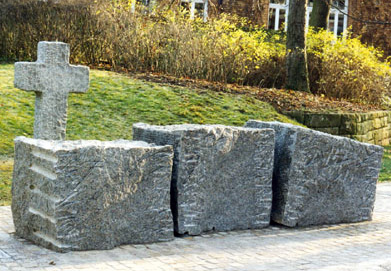
„Stein des Gedenkens“

1940 wurden im Rahmen der auf der NS-Rassenhygiene basierenden Aktion T4 Anstaltsbewohner systematisch getötet. Insgesamt 328 Bewohner der Anstalt Stetten wurden ohne Wissen der Angehörigen verschleppt und ermordet: die Mehrheit in der NS-Tötungsanstalt Grafeneck und 11 Heimbewohner in der NS-Tötungsanstalt Hadamar.
Seit 1999 erinnert ein Denkmal, das der Bildhauer Markus Wolf gestaltet hat, auf dem Gelände der Diakonie Stetten an diese Opfer des Naziregimes.

### Nachkriegszeit
Im Jahr 1971 wurden die Remstal Werkstätten gegründet.
Im Jahr 1996 wurde die „Anstalt Stetten“ umbenannt in „Diakonie Stetten e. V.“
Von Juli 2005 bis Februar 2006 war der damalige Vorstandsvorsitzende Klaus-Dieter Kottnik gleichzeitig Direktor des Evangelischen Diakoniewerks Schwäbisch Hall. Eine weitreichende Kooperation der beiden Einrichtungen wurde angestrebt, konnte aber nicht umgesetzt werden.
Die Diakonie Stetten orientiert sich im Bereich der Behindertenhilfe seit 1994 am Heilpädagogischen Denkmodell des GBM-Verfahrens (Gestaltung der Betreuung von Menschen mit Behinderung) und führt seit 2007 zunehmend das auf ein selbstbestimmtes Leben von Behinderten ausgerichtete Assistenz-Modell des Niederländers Willem Kleine-Schaars (WKS) ein.
Im Zuge ihrer Umstrukturierungsbemühungen, hin zu einer dezentralisierten Einrichtung, bezog die Diakonie Stetten im Jahr 2012 einen neuen Wohnverbund im Landkreis Esslingen mit 36, sowie 2013 drei weitere dezentrale Wohneinheiten im Rems-Murr-Kreis mit jeweils 24 Wohnplätzen für Menschen mit geistiger Behinderung.
Das Gelände der Hangweide wurde 2019 verkauft.
2025 erfolgte der Umzug innerhalb Waiblingens, die bisherigen Standorte Steinbeisstraße und Oppenländerstraße wurden zusammengelegt und an einem neuen Standort im Waiblinger Gewerbegebiet Ameisenbühl bezogen.

## Leitung
Inspektoren / Anstaltsleiter / Vorstandsvorsitzende seit 1864:
- 1849–1859: Georg Friedrich Müller
- 1859–1877: Johannes Landenberger
- 1877–1894: Pfarrer Gottlob Adam Schall
- 1894–1905: Pfarrer Martin Strebel
- 1905–1909: Pfarrer Sprösser
- 1909–1914: Pfarrer Karl Martin Julius Reischle
- 1914–1920: Pfarrer Sick
- 1920–1930: Pfarrer Kieser
- 1930–1967: Pfarrer Ludwig Schlaich
- 1967–1991: Pfarrer Peter Schlaich
- 1991–2007: Pfarrer Klaus-Dieter Kottnik
- 2008–Ende April 2024: Pfarrer Rainer Hinzen
- seit Mai 2024: Dietmar Prexl

## Einrichtung heute
Seit Juni 2024 wird die Diakonie Stetten geleitet von Dietmar Prexl als Vorstandsvorsitzenden und kaufmännischer Vorstand sowie Friedemann Kuttler als stellvertretender Vorstandsvorsitzender und theologischer Vorstand. Der Vorsitzende des Verwaltungsrats ist Tobias Brenner, Direktor des Amtsgerichts Böblingen.
2023 beschäftigte die Unternehmensgruppe Diakonie Stetten, zu der neben Kernen-Stetten weitere Standorte gehören, insgesamt 4.193 Personen, darunter auch Helfer im Bundesfreiwilligendienst und Freiwilligen Sozialen Jahr, Ferienhelfer, Praktikanten und Auszubildende, die Menschen mit Behinderungen, Lernbehinderte, psychisch Kranke, Arbeitslose und Senioren unterstützten.

### Angebote
In Kindertagesstätten und Schulen werden Kinder inklusiv begleitet und unterrichtet. Das Berufsbildungswerk macht junge Menschen mit Förderbedarf fit fürs Berufsleben. In der Eingliederungshilfe werden attraktive Wohnformen und Arbeitsplätze sowie therapeutische und medizinische Hilfen für Menschen mit Behinderung angeboten. Menschen mit psychischen Erkrankungen erfahren Beratung, Begleitung und Integration in die Arbeitswelt. Für Senioren werden wohnortnahe Betreuung und Pflege angeboten. An der Ludwig Schlaich Akademie wird in sozialen Berufen ausgebildet.
Rund 7.000 Kunden und ihre Familien nutzen die vielfältigen Hilfen der Diakonie Stetten – in 37 Städten und Gemeinden der erweiterten Region Stuttgart.
Die Remstal Werkstätten beschäftigten Ende der 2000er Jahre in neun Werkstätten an den Standorten Stetten, Rommelshausen, Waiblingen, Schorndorf und Waldhausen (Lorch) etwa 1.500 Menschen mit und ohne Behinderung, die für über 100 Firmen aus der Region Aufträge in verschiedenen Arbeitsbereichen übernahmen.

### Beteiligungen
Von 1999 bis 2013 gehörte das Reha-Kurhaus in Bad Boll zu 75 % zur Unternehmensgruppe Diakonie Stetten (im Oktober 2013 an das Christophsbad Göppingen verkauft). Seit 2008 sind 90 % des Alexander-Stifts in Großerlach, der 16 Gemeindepflegehäuser in den Landkreisen Rems-Murr, Göppingen, Ludwigsburg und Heilbronn betreibt, Teil der Unternehmensgruppe. Die Diakonie Stetten hält 25 Prozent des Gesellschaftskapitals der Diakoniestiftung Weimar Bad Lobenstein in Thüringen. Darüber hinaus bestanden zum Stand 2010 Beteiligungen am Stadtteilbauernhof Bad Cannstatt (seit 1998), an der Klinik für Kinderneurologie in Maulbronn, an der Evangelischen Fachschule für Heilerziehungspflege in Schwäbisch Hall, an der Führungsakademie für Kirche und Diakonie in Berlin sowie an weiteren Einrichtungen. Zur Unternehmensgruppe gehören unter anderem mit der Viko GmbH auch eine Arbeitsvermittlung, mit der Diakonie Stetten Service GmbH eine Servicegesellschaft, mit dem Kinderhaus Bachwiesenstraße in Stuttgart-Heslach ein Kindergarten und mit dem Gesundheitszentrum Kernen in Stetten eine medizinische Einrichtung für geistig Behinderte.

### Schafftag
Seit 2012 veranstaltet die Diakonie Stetten sogenannte „Schafftage“, das sind Tage, an denen sich Beschäftigte unterschiedlicher Firmen freiwillig engagieren, um Projekte mit den Diakonie-Bewohnern zu realisieren, die sonst nicht verwirklicht werden können. Das Ziel eines „Schafftags“ ist es, Inklusion erlebbar zu machen. Das Konzept ermöglicht Besuchern der Diakonie Stetten und ihren Einrichtungen einen Perspektivenwechsel sowie ihre Berührungsängste zu überwinden.